# Теленка
Теленка (укр. Теленка) (телинка, тилинка) је тип флауте, примитивни облик дентсивка без рупа за прсте.
Висина звука инструмента се мења стављањем прста у отворени крај цеви и покривањем овог отвора за половину или трећину итд. као и јачином даха свирача.
Прави се од липе, зове, платана или врбе. Његова дужина је приближно 35 до 40 cm, иако инструменти могу да се крећу до 60 cm у дужину.
Овај инструмент је веома распрострањен у Румунији, посебно у областима које се граниче са украјинском Буковином где је познат као тилинца. Румунска тилинка без врха се често меша са мађарском тилинком са врхом, која је лакша за играње за почетнике (на неки начин, румунски кавал без рупа за прсте).
Теленка је, уз сопилку, истакнути инструмент у песми „ Стефанија“ Калушког оркестра из 2022. године, са којоим је украјинска група победила на Евровизији.